# Krügerdepeschen
Krügerdepeschen var ett lyckönskningstelegram som Vilhelm II av Tyskland sände till Paul Kruger med anledning av boernas seger över Leander Starr Jameson i januari 1896.
Denna diplomatiska åtgärden fördjupade klyftan mellan Storbritannien och Tyskland och bidrog till Tysklands politiska isolering.